# Fatbike

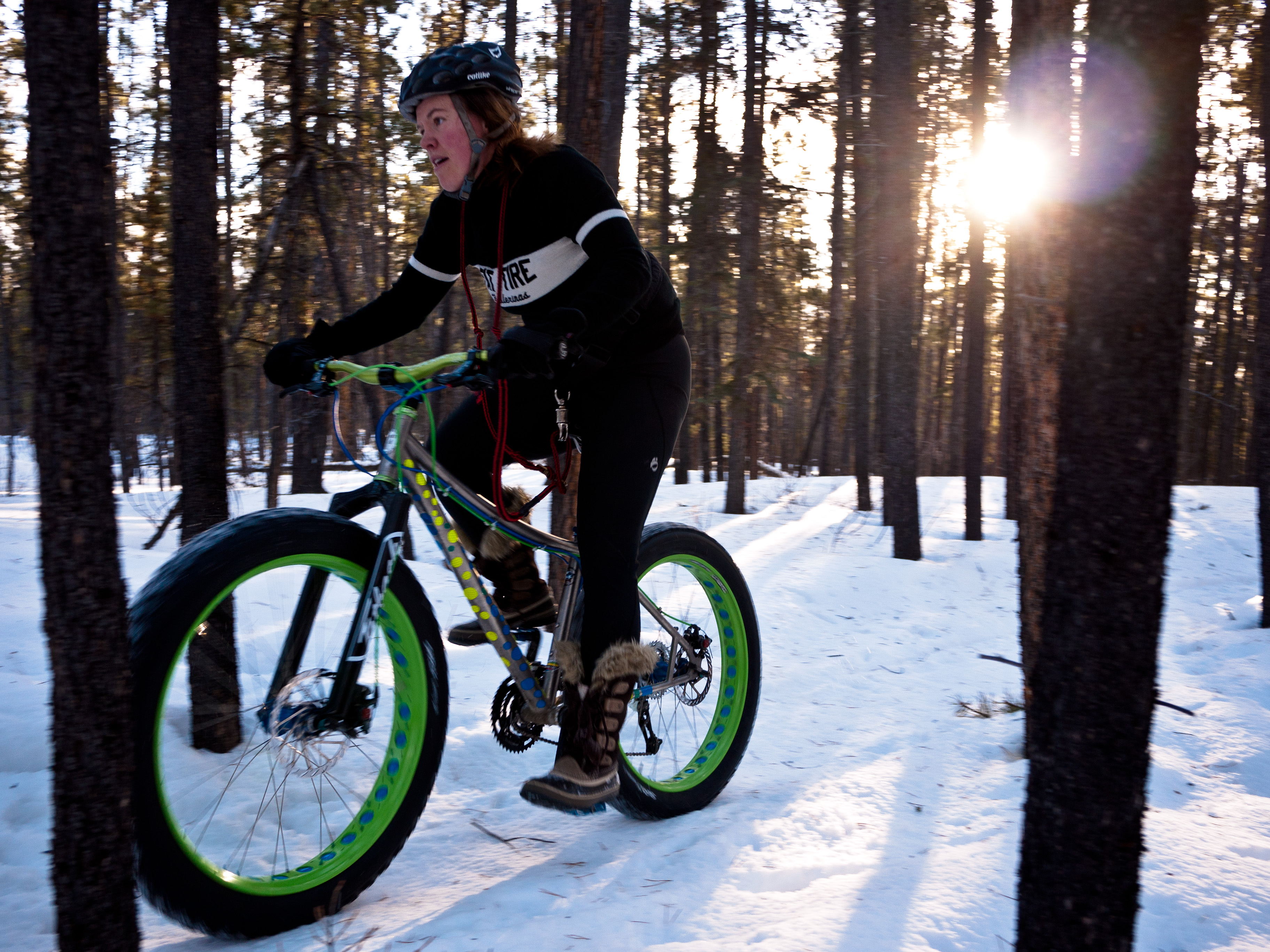
Fatbike på vinterföre.

Fatbike, även tjockcykel, är en terrängcykel designad för mjuka instabila ytor som exempelvis lera eller snö som framförallt utmärker sig med extra stora däck, så kallade ballongdäck. Det finns exempel på cyklar med ballongdäck som visats sedan början av 1900-talet men fatbikes är baserade på utvecklingen av cyklar avsedda för körning på snö i Alaska under 1980-talet. I Alaska anordnades tävlingar på snö och deltagarna byggde egna cyklar med dubbla fälgar för att få ökad bredd på hjulen och minska risken för att sjunka ner i underlaget. De har sedan spritt sig för att användas även på andra mjuka underlag som sand, lera och myrmarker och flera cykelmärken har lanserat serietillverkade modeller.
Fatbike betyder ungefär "fetcykel" och det är de tjocka ballongdäcken som gett cyklarna namnet. Förutom extra stora däck har en fatbike kraftigare ram och bredare mellan pedalerna. De är ofta helt odämpade och viss dämpning kan regleras genom att släppa ut eller fylla på luft i däcken beroende på underlaget.
Elektriska fatbikes är elskotrar. Privatimporterade elskotrar har ofta tillräcklig motorstyrka och hastighet för att räknas till moped klass II istället för elcykel. De kräver då förarbevis och registreringsskyld.